# Poggio Fidoni
Poggio Fidoni è una frazione del comune italiano di Rieti, nell'omonima provincia, nel Lazio, già comune fino al 1928.
L'antico territorio comunale è oggi costituito da due centri abitati distinti: l'antico paese già sede comunale, che è anche detto Poggio Fidoni Alto, e il recente insediamento di Piani.

## Geografia
L'antico paese di Poggio Fidoni sorge a 612 m s.l.m., in posizione dominante la Val Canera e la Piana Reatina, su un'altura dei Monti Sabini a sud-ovest di Rieti, da cui dista circa 10 km; Piani di Poggio Fidoni sorge ai piedi di questa altura, a 390 m s.l.m., e dista circa 6 km dal capoluogo.

## Storia
Il nome originario del paese fu Podium de Hugo (un certo ed oscuro Hugo pare essere il fondatore), che venne poi modificato, al passaggio di eredità ai suoi figli, in Podium filiorum Hugonis; Infine, per contrazione di filiorum e Hugonis, assunse la forma odierna.
Fin dal Basso Medioevo, Poggio Fidoni fu sottomesso alla città di Rieti, di cui ha seguito le sorti fino ad oggi.
Poggio Fidoni divenne comune dello Stato Pontificio nel 1853; contava 587 abitanti ed ebbe successivamente l'aggregazione di Poggio Perugino. Nel 1875, durante il Regno d'Italia, gli fu aggregata anche Cerchiara. Anche Poggio Fidoni, insieme a tutta la parte occidentale della Sabina, dopo l'unità d'Italia entrò a far parte dell'Umbria con capoluogo Perugia, per poi tornare nel Lazio nel 1923, e divenire parte della nuova provincia di Rieti nel 1927. Il comune di Poggio Fidoni fu infine soppresso nel 1928 divenendo frazione di Rieti.
Nel 1881 ebbe inizio la costruzione della ferrovia che avrebbe collegato Rieti con L'Aquila e Terni; per interessamento del senatore Luigi Solidati Tiburzi, il progetto della linea subì una variante per collegare Contigliano, con Rieti. La ferrovia fu inaugurata il 28 ottobre 1883, ma la stazione di Poggio Fidoni venne attivata soltanto nel 1934. 
L'apertura della fermata ferroviaria ha notevolmente incrementato lo sviluppo dell'abitato di Piani, dove già esisteva negli anni '20 dell'Ottocento una chiesa della Madonna dell'Assunta. In una carta topografica dello Stato Pontificio, del 1851, viene indicato quel luogo come "Madonna delle Grazie", non distante da un'altra località, chiamata "Osteria", in prossimità del bivio per Canera, nei pressi del torrente. 
Al censimento del 1961, a Piani Poggio Fidoni si contavano circa 600 abitanti riuniti in 170 famiglie; la popolazione andò poi a stabilizzarsi intorno alle 1 000 unità all'esordio del nuovo millennio.

## Monumenti e luoghi d'interesse

### Poggio Fidoni
Nel centro storico di Poggio Fidoni si trovano la chiesa di San Michele Arcangelo, che conserva all'interno un dipinto olio su tela di Domenico Niccoli del 1606 raffigurante L'ultima cena, e la chiesa di San Sebastiano.
Rimangono anche i ruderi dell'antico castello appartenuto ai Colonna.

### Piani Poggio Fidoni
A Piani Poggio Fidoni si trovano due chiese, entrambe con la dedicazione alla Madonna delle Grazie. La prima è quella storica della frazione, non aperta al culto e in attesa di restauro; la seconda è sede parrocchiale ed è stata consacrata il 18 marzo 1976 dal vescovo Dino Trabalzini.

## Economia
L'economia è prevalentemente agricolo-pastorale.
Nella prima metà del XX secolo è documentata a Piani Poggio Fidoni una scuola di agraria dove si insegnava l'arte della bachicoltura, attività esercitata nella frazione già dal secolo precedente. Questa arte tessile locale conobbe il proprio declino con l'apertura a Rieti della Supertessile, stabilimento della SNIA Viscosa per la produzione di seta artificiale.

## Infrastrutture e trasporti

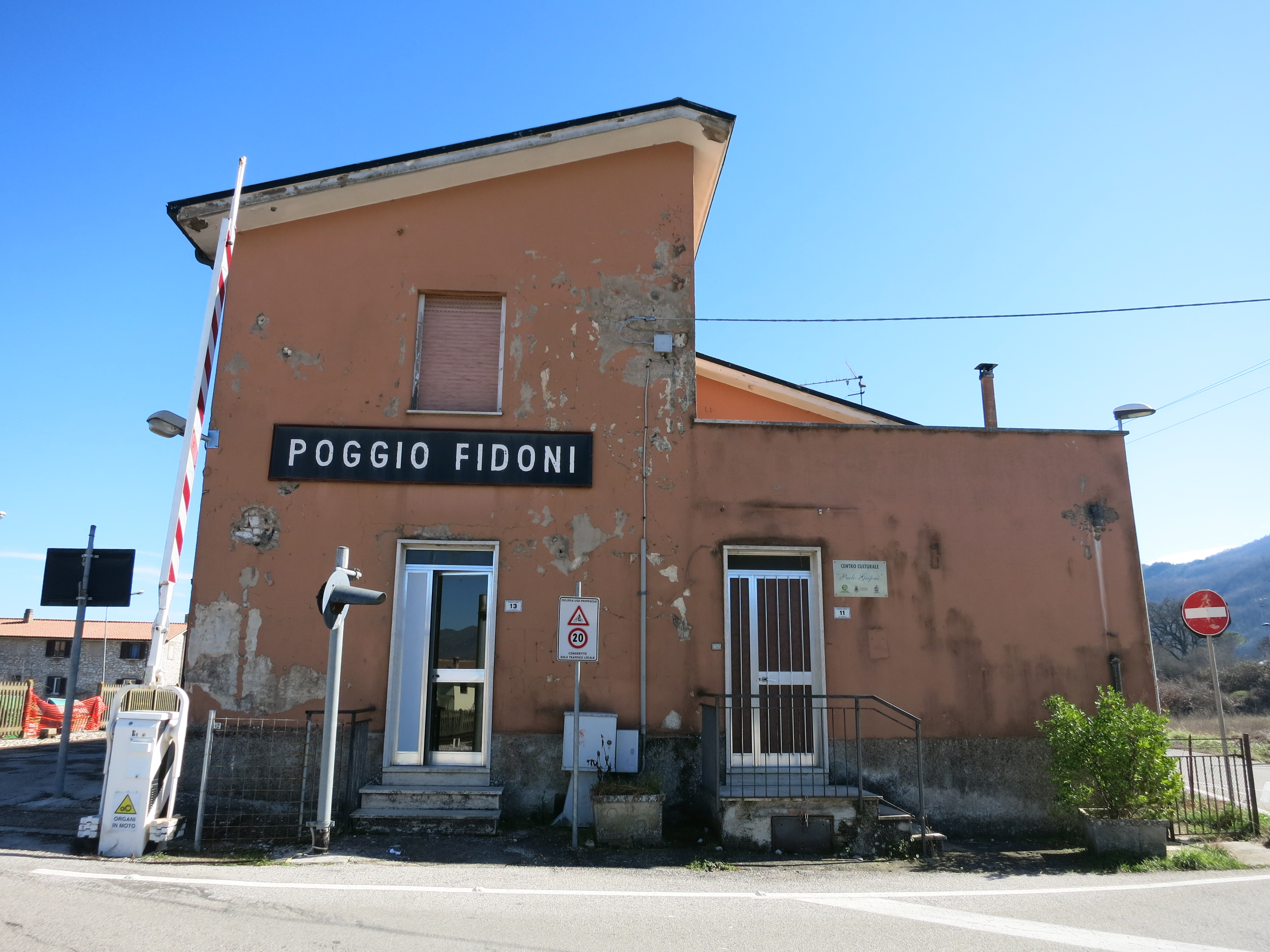
La stazione ferroviaria

Il territorio di Piani Poggio Fidoni è attraversato dalla ferrovia Terni-Sulmona ed è servito dalla fermata di Poggio Fidoni.
La strada provinciale n. 46 Tancia costituisce il principale collegamento con il capoluogo Rieti, mentre la superstrada Rieti-Terni (SS 79 bis), pur transitando non lontana da Piani Poggio Fidoni, non offre alla frazione uno svincolo specifico: il più vicino è quello di Contigliano, distante circa 3 km.
Il territorio è attraversato dalla ciclovia della Conca Reatina, della quale sono parte via Larghetto e via dei Prati.

## Sport

#### Calcio
L'ASD Spes Poggio Fidoni è una società calcistica con sede a Piani Poggio Fidoni, fondata nel 1958. Nella stagione 2025-2026 milita in Seconda Categoria, ottava serie del campionato italiano di calcio.

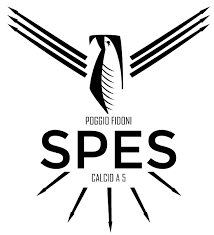
Logo della Spes Poggio Fidoni Calcio a 5

Sin dalla sua nascita la Spes ha rappresentato un punto fermo del calcio reatino, vantando nel proprio palmares una Coppa Lazio Prima Categoria, vinta nel 2014, ed una longeva militanza nel campionato di Promozione.
Nel 2022 la storica matricola cambia nome (a causa del fallimento del ben più noto Football Club Rieti), assumendo la denominazione "ASD Citta di Rieti", e trasferendosi quindi in città per le proprie gare casalinghe. Viene creata una nuova matricola per la Spes Poggio Fidoni, che riparte dal campionato di Terza Categoria.

#### Calcio a 5
La Spes Poggio Fidoni vanta inoltre una squadra di calcio a 5 che milita nella Serie B, la terza serie nazionale, ed è una delle più solide realtà nell'ambiente reatino e laziale (dopo lo scioglimento della Real Rieti).
Nella prima metà degli anni '10, la Spes vinse prima i campionati di Serie D e di Serie C2, e nella seconda metà degli anni '10 la Serie C1 regionale, sfiorando per un soffio l'accesso alla Serie B nazionale nel 2022, raggiungendola poi nel 2023.
Entrambe le squadre si allenano e giocano le proprie gare interne al Polivalente "Chiani" di Piani Poggio Fidoni, che presenta un campo in pozzolana per il calcio a 11 e un campo coperto in parquet per il calcio a 5. 

#### Basket
Poggio Fidoni inoltre ha conosciuto molto da vicino il mondo del basket: nell'estate del 2006 nasce la Spes Pallacanestro Rieti. Mentre la Nuova Sebastiani si apprestava a disputare la stagione che l’avrebbe portata dritta in serie A, la Spes partì in sordina dalla serie D, quattro categorie sotto. La squadra salì subito in serie C regionale, mentre nel 2007-2008 arrivò la promozione in C dilettanti.
Nel 2008-2009 arrivò la promozione in B dilettanti, ai playoff nella finale contro Torre dè Passeri. Successivamente la società cambiò denominazione e si trasferì in città per le gare casalinghe di Serie B. Fu così che il campo da gioco cambiò volto e venne utilizzato per la neonata Spes Poggio Fidoni Calcio a 5.